# Romano Božac
Romano Božac (* 25. Juni 1942 in Matiki bei Žminj, Istrien, Italien; † 27. Februar 2020 in Zagreb, Kroatien) war ein jugoslawischer bzw. kroatischer Mykologe.

## Leben
Božac war seit 1969 an der Landwirtschaftsfakultät der Universität Zagreb beschäftigt, seit 2000 als ordentlicher Professor. Neben der Pilzkunde beschäftigte er sich dort auch mit Verarbeitung und Fermentierung von Fleisch.
2006 gründete er den Kroatischen Mykologischen Verein (Hrvatski mikološki-gljivarski Savez), dessen Vorsitzender er von 2006 bis 2010 war. 2013 eröffnete er das Pilz-Museum (Muzej gljiva) in Zagreb.
Er war Erstbeschreiber von 53 Pilzarten.

## Veröffentlichungen
- Das neue Pilzbuch in Farbe, 1980, ISBN 3-88140-075-3
- Gobarski vedež. Kako spoznavamo in nabiramo gobe (Pilzführer. Pilze erkennen und sammeln), 1988 (slowenisch)
- Enciklopedija gljiva (Enzyklopädie der Pilze) 2 Bände:
  - 1. Band 2005, ISBN 978-953-0-61413-0
  - 2. Band 2008, ISBN 978-953-0-61473-4

Romano Božac gründete 1984 die Zeitschrift Gljivarstvo (Pilzkunde).

## Orden und Ehrungen
- Orden Danica Hrvatska für Wissenschaft (2010)